# Europaviertel (Stuttgart)
| Baufelder im Europaviertel |                                    |
| 122.2                      | LBBW-Gebäude                       |
| 2.1                        | Sparda-Bank                        |
| 3                          | LBBW City-Tower                    |
| 4                          | Büros geplant                      |
| 5                          | Turm am Mailänder Platz            |
| 689                        | Milaneo                            |
| 7                          | Cloud No. 7                        |
| 10.1                       | Stadtbibliothek am Mailänder Platz |
| 10.2                       | Europe Plaza                       |
| 11                         | Sparkassenakademie                 |
| 12                         | Wohnungen/Büros geplant            |
| 13                         | Pariser Höfe                       |
| 14                         | SüdLeasing GmbH                    |
| 15                         | Hampton by Hilton, Premier Inn     |

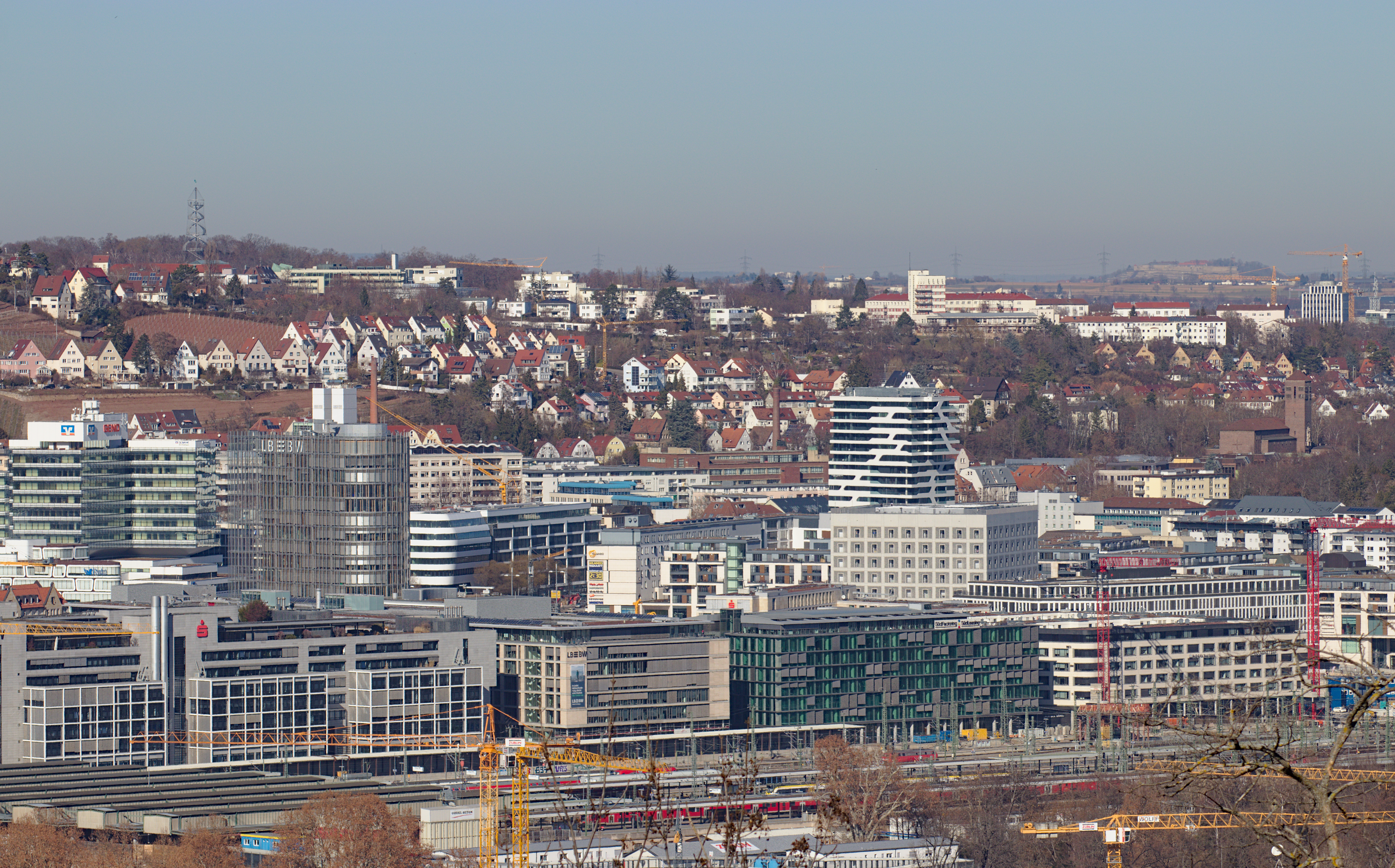
Gesamtansicht

Das Europaviertel in Stuttgart wird seit 1990 auf dem Gelände des ehemaligen zentralen Güter- und Rangierbahnhofs der Stuttgarter Innenstadt errichtet, der in den 1980er-Jahren geschlossen wurde. Es wird im Westen durch die Heilbronner Straße (B 27), im Norden durch die Wolframstraße, im Osten durch die derzeitigen Bahnanlagen und im Süden durch den Kurt-Georg-Kiesinger-Platz begrenzt. Das Teilgebiet A1 des Rahmenplans von Stuttgart 21 befindet sich zu einem Großteil im Europaviertel. Dieses umfasst eine Fläche von 16 Hektar (79,6 %) und Baufelder mit einer Grundstücksfläche von insgesamt 90.883 m².

## Entwicklung
Auf dem Gelände des ehemaligen Stückgutbahnhofs der Deutschen Bahn wurde 1990–1996 der Hauptsitz der Landesbank Baden-Württemberg und der Sparda-Bank Baden-Württemberg errichtet. Diese Gebiete wurden noch vor der Aufstellung des Stadtentwicklungskonzepts Rahmenplan Stuttgart 21 bebaut. Architekten waren Brunnert Mory Osterwalder Vielmo (das waren Hans-Georg Brunnert, Hasso Mory, Wolfgang Osterwalder und Manfred Vielmo) nach ihrem Wettbewerbserfolg.
Im Dezember 2001 hatte die Stadt Stuttgart Gebiete rund um den damaligen Hauptbahnhof von der Deutschen Bahn AG erworben. Anders als die meisten Flächen rund um den Hauptbahnhof konnten die Flächen des „Teilgebiets A1“ bereits vor der Realisierung des neuen Hauptbahnhofs bebaut werden.
Bereits realisierte Projekte im Teilgebiet A1:
- Bürogebäude der Landesbank Baden-Württemberg mit dem City-Tower (Baufelder 1 bis 3, begonnen im Frühjahr 2002[4])
- Bürogebäude der Südleasing (Baufeld 14, fertiggestellt 2011)
- Stadtbibliothek am Mailänder Platz (Baufeld 10.1, eröffnet 2011)
- Pariser Höfe am Stockholmer Platz (Baufeld 13, begonnen 2010)
- Sparkassenakademie (Baufeld 11, fertiggestellt 2014)
- das Einkaufszentrum Milaneo (Baufelder 6, 8 und 9, eröffnet Oktober 2014)
- Cloud No. 7 (Baufeld 7, fertiggestellt 2017)
- Europe-Plaza mit Geschäften, Büros (unter anderem die Hauptverwaltung von McKesson Europe[5]) und Gastronomie (Baufeld 10.2, fertiggestellt 2017)
- Turm am Mailänder Platz (Baufeld 5, Fertigstellung 2021)
- Hampton by Hilton und Premier Inn  (Baufeld 15, Fertigstellung 2021)

Baufeld 12 wurde im Dezember 2021 an Instone Real Estate verkauft und soll primär für Wohnungen und Gewerbeflächen genutzt werden.
Baufeld 4 ist noch nicht verkauft und wird durch die Deutsche Bahn vermarktet. Mit einem Baubeginn wird hier seitens der Bahn nicht vor 2031 gerechnet. Die Stadt Stuttgart hat in der Vergangenheit Interesse an diesem Baufeld für ein neues Kongresszentrum geäußert.
Im Europaviertel betreiben sechs Hotels insgesamt etwa 1065 Zimmer. Das Aloft-Hotel (165 Zimmer) entstand 2014 mit dem Milaneo an der Heilbronner Straße. Im Wohn- und Hotelhochhaus Cloud No. 7 betreibt Steigenberger seit 2018 rund 170 Zimmer. Auf dem Baufeld 15 (zwischen Stadtbahnbrücke und Milaneo) befindet sich seit 2021 ein Hampton by Hilton und ein Premier Inn mit insgesamt 300 Zimmern. Im Turm am Mailänder Platz entstanden ein Adina Apartmenthotel mit 169 Zimmern und ein Premier Inn mit etwa 260 Zimmern.
Der Bodenrichtwert lag Anfang 2020 bei 4850 Euro pro Quadratmeter.

## Erschließung
Das Europaviertel ist durch die Stadtbahn-Haltestellen Budapester Platz (Planungsname Wolframplatz) mit der U12 und Stadtbibliothek mit den Linien U5, U6, U7 und U15 erreichbar. 2009 bis 2017 wurden die Stadtbahntrassen rund um das Europaviertel für rund 90 Millionen Euro um- und ausgebaut. Der Tunnel Wagenladungsstraße führt unter Teilen des Mailänder Platzes und des übrigen Viertels hindurch.

## Bedeutende Bauwerke

### LBBW-Gebäude
Zwischen Ende 2001 und Juli 2004 baute die Landesbank Baden-Württemberg drei Bürogebäude am Pariser Platz. Die Pläne für zwei Flachbauten und den City-Tower mit einer Höhe von 70 Metern stammen von den Architekten Wöhr/Mieslinger. Die Baukosten betrugen etwa 129 Millionen Euro. Heute arbeiten in den LBBW-Gebäuden rund 1500 Beschäftigte der Landesbank.

### Stadtbibliothek am Mailänder Platz
Die Stadtbibliothek am Mailänder Platz, entworfen vom südkoreanischen Architekten Eun Young Yi, wurde am 24. Oktober 2011 eröffnet. Sie beherbergt die Zentralbibliothek der Stadtbibliothek Stuttgart. Der neungeschossige Kubus in seiner radikalen Schlichtheit stand lange Zeit allein in einer Baustellenlandschaft, bevor in der Nachbarschaft die Gebäude der Sparkassenakademie und das Milaneo in die Höhe wuchsen.

### Cloud No. 7
Ein Wohn- und Hotelprojekt mit dem Namen „Cloud No. 7“ wurde im Sommer 2013 an der Ecke Heilbronner- und Wolframstraße begonnen. Die Fertigstellung erfolgte Dezember 2017. Der Bauherr des 80-Millionen-Euro-Projektes ist die Schwäbische Wohnungs AG.

## Galerie

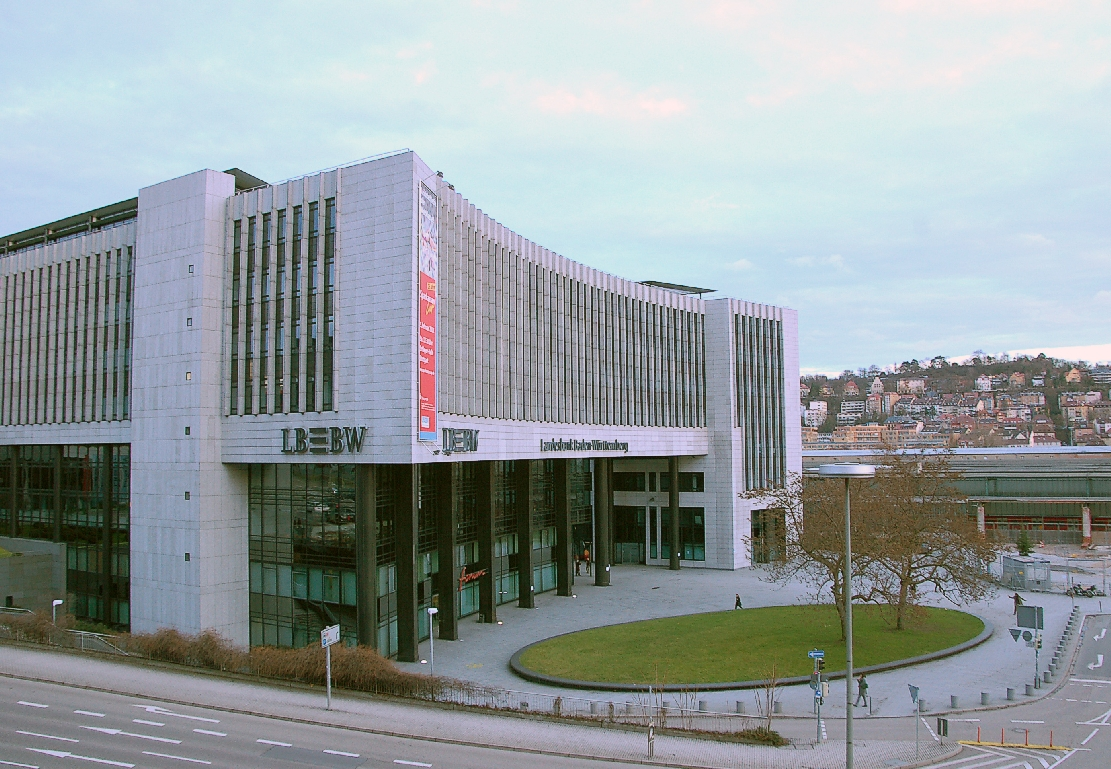
Hauptgebäude der Landesbank Baden-Württemberg
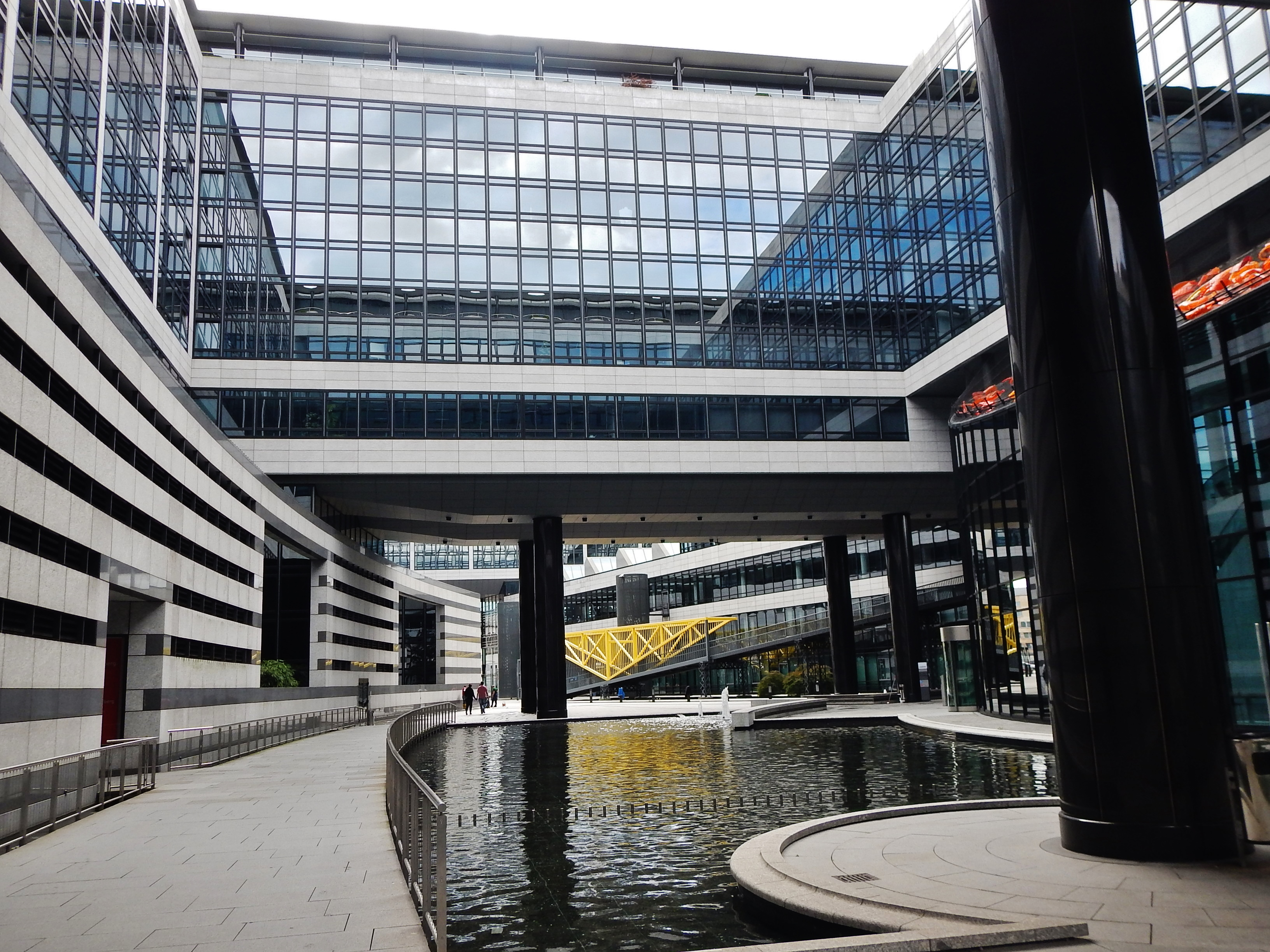
Innenhof des LBBW-Verwaltungszentrums
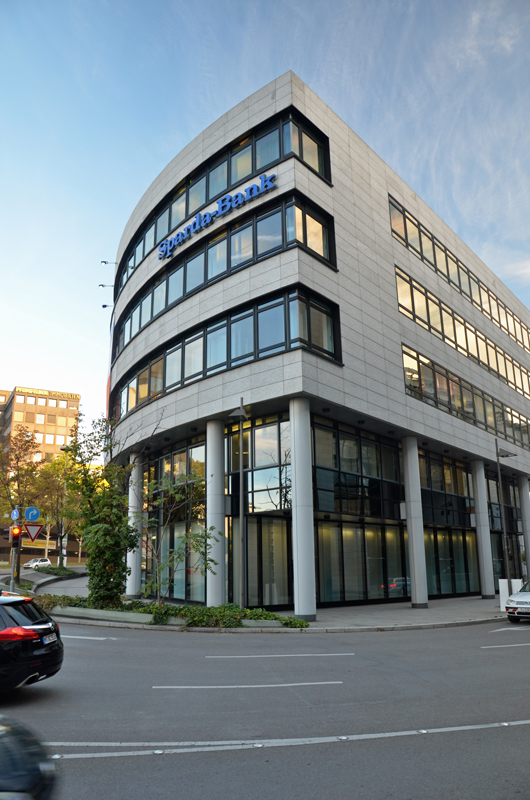
Sparda-Bank Baden-Württemberg an der Heilbronner Straße
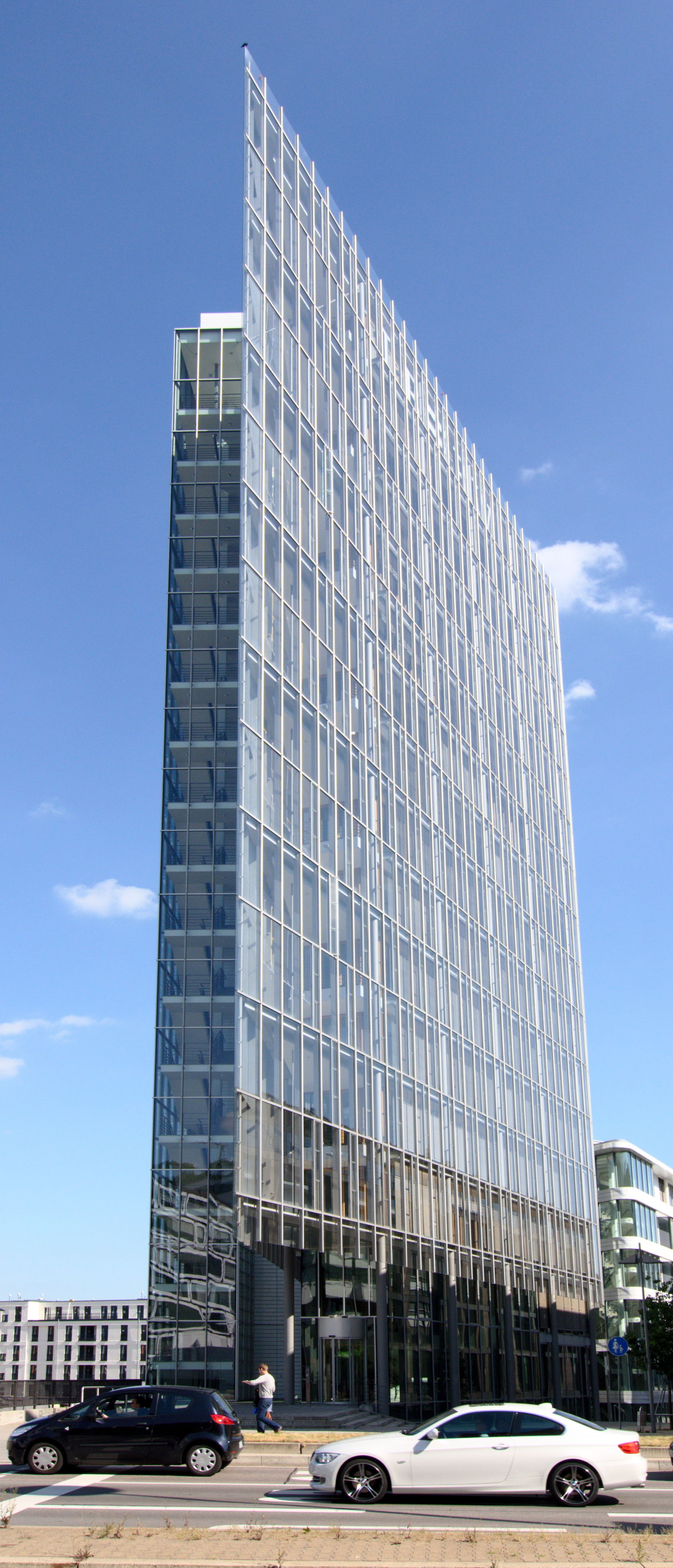
LBBW City-Tower
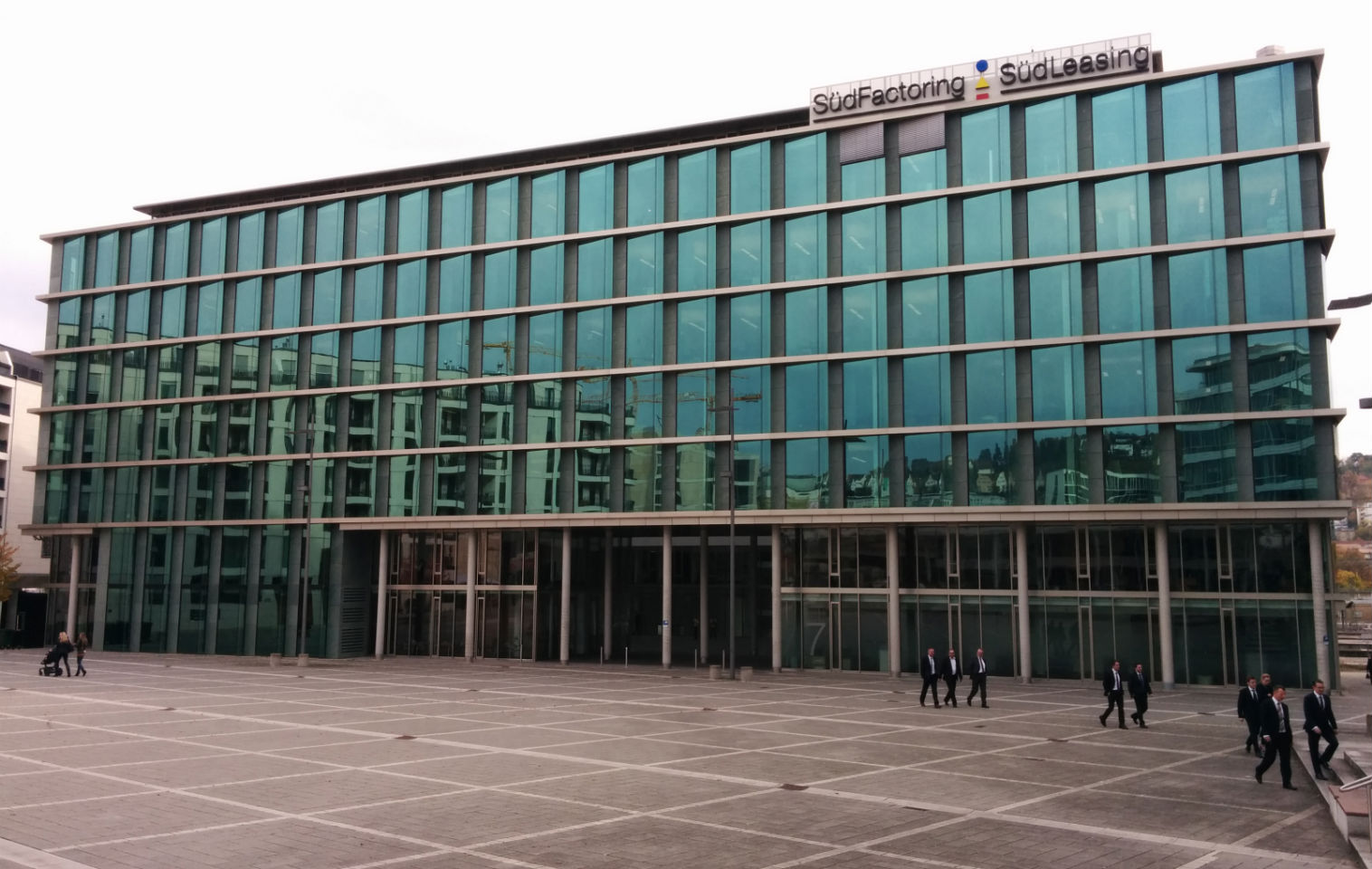
Zentrale der Südleasing und der Südfactoring
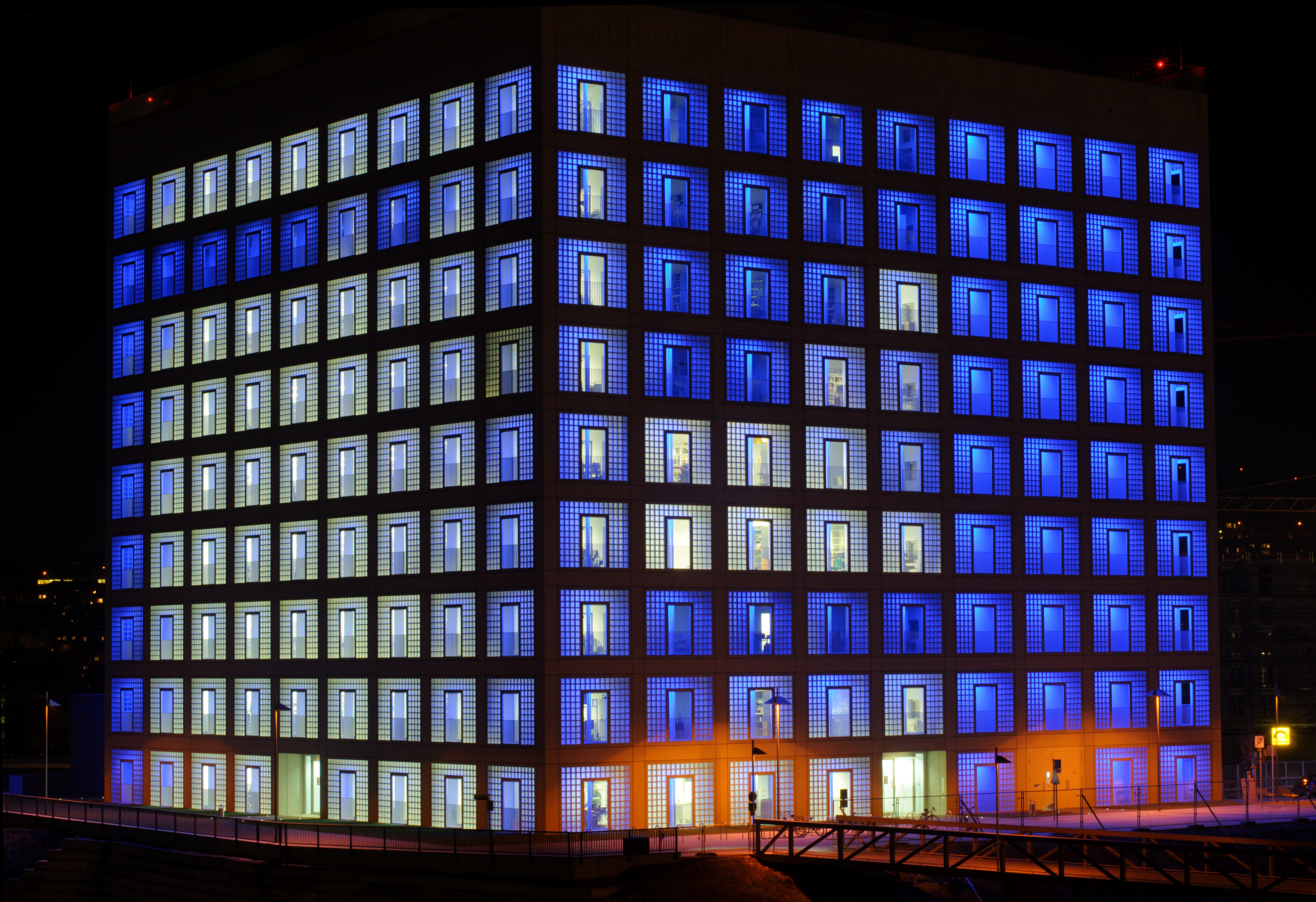
Stadtbibliothek am Mailänder Platz
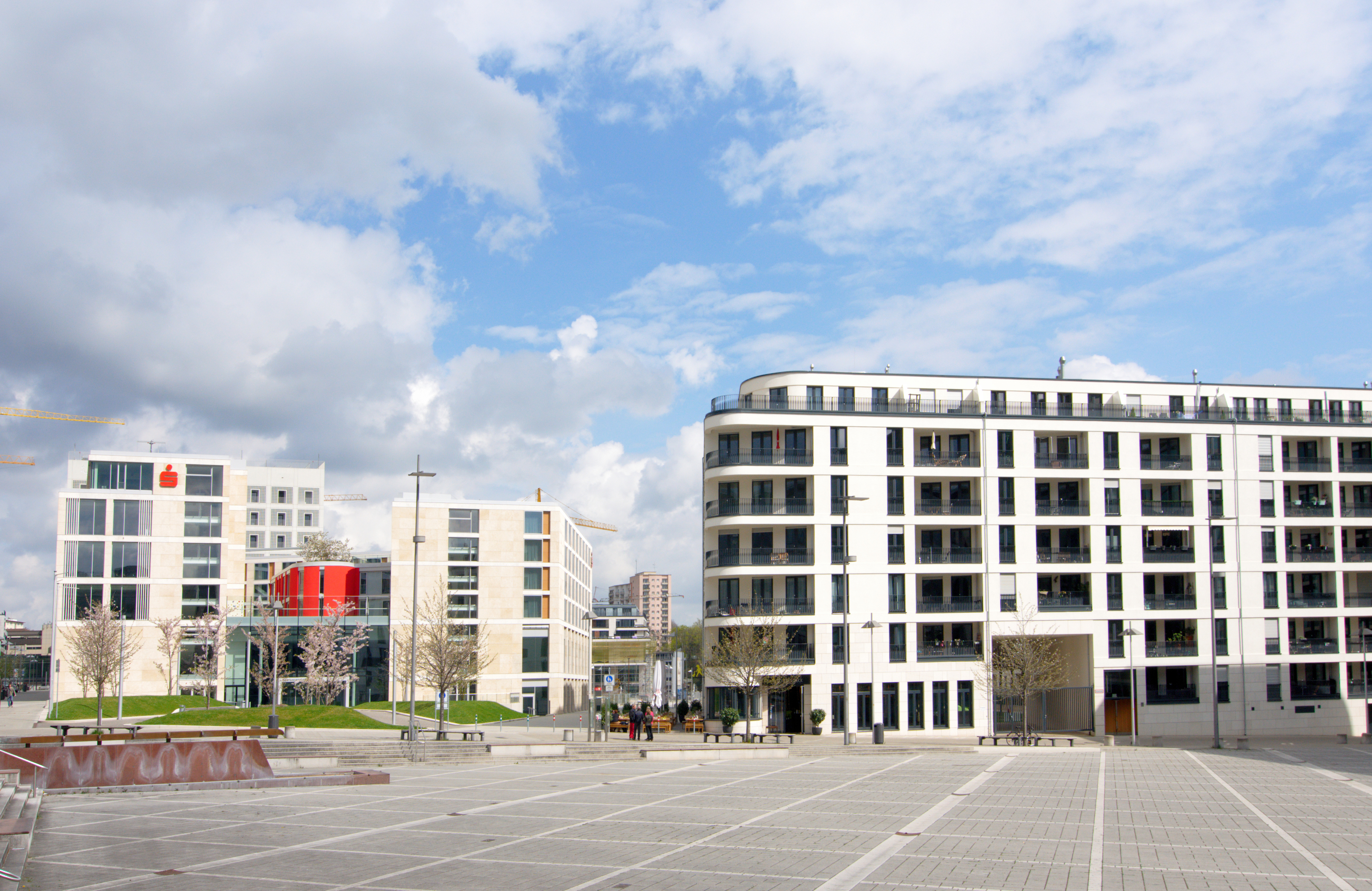
Pariser Höfe und Sparkassenakademie vom Pariser Platz aus gesehen
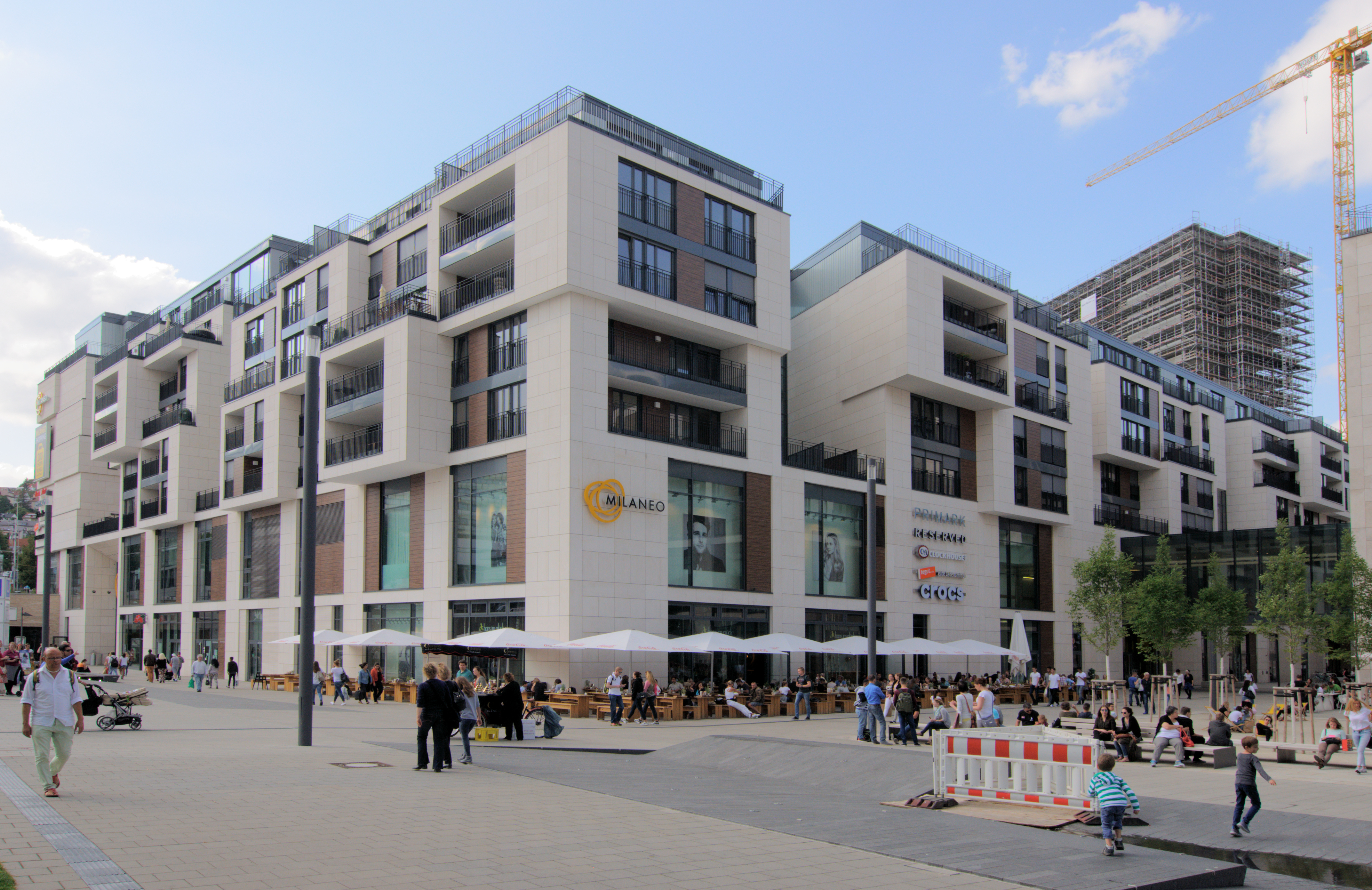
Milaneo
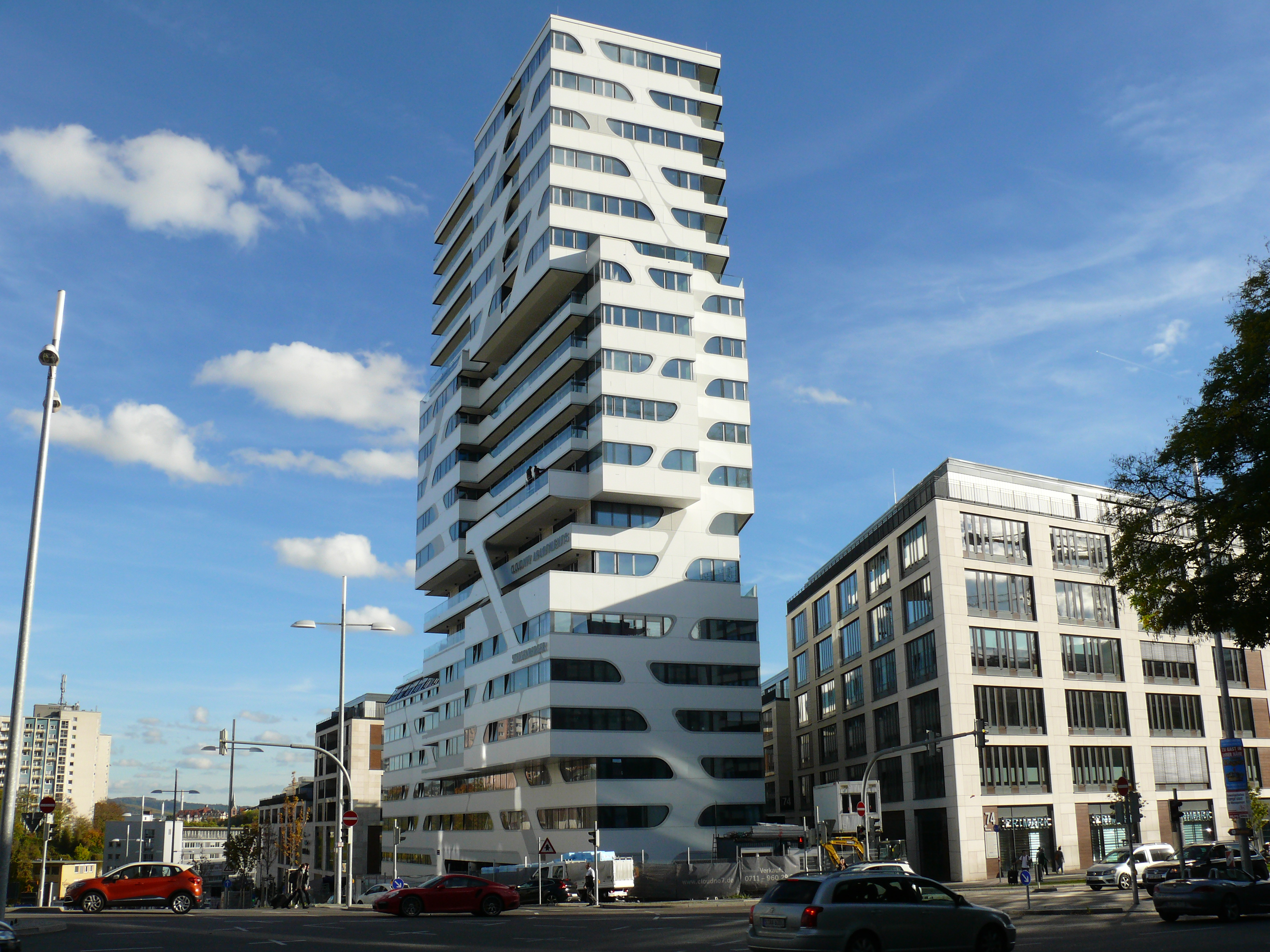
Cloud No. 7
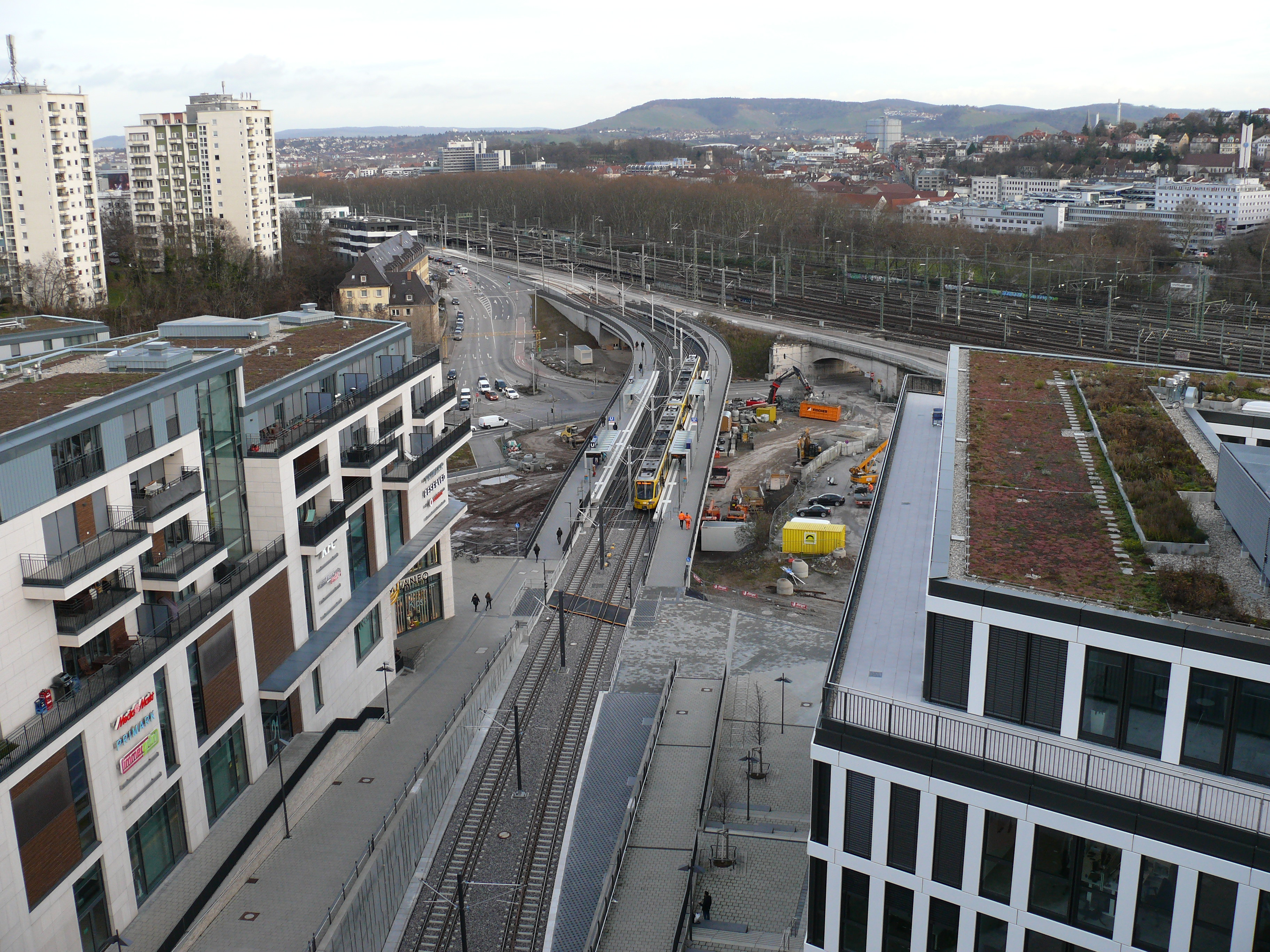
Tunnelrampe zur Stadtbahnhaltestelle Budapester Platz, rechts Europe-Plaza, links Milaneo
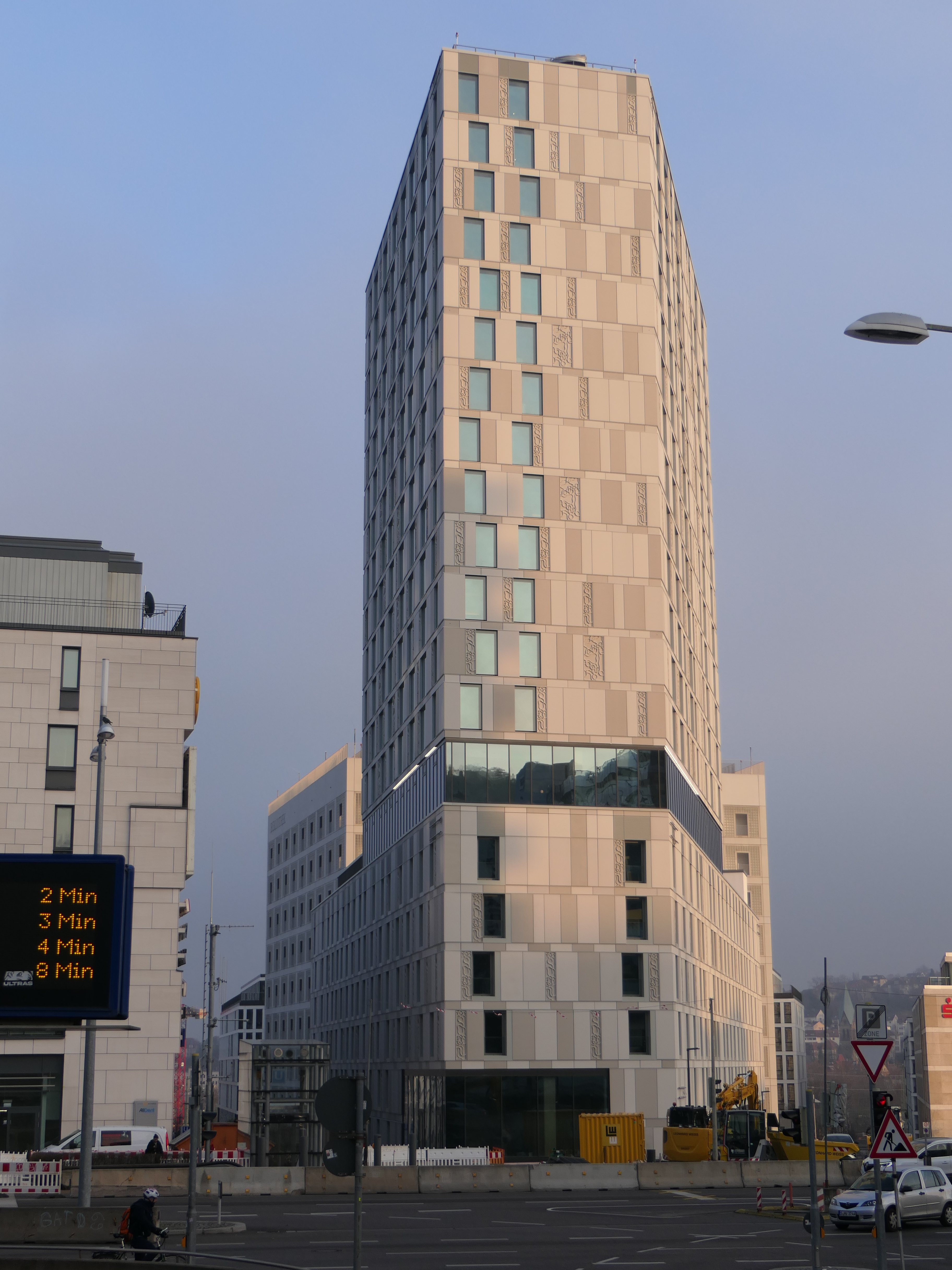
Turm am Mailänder Platz 2022
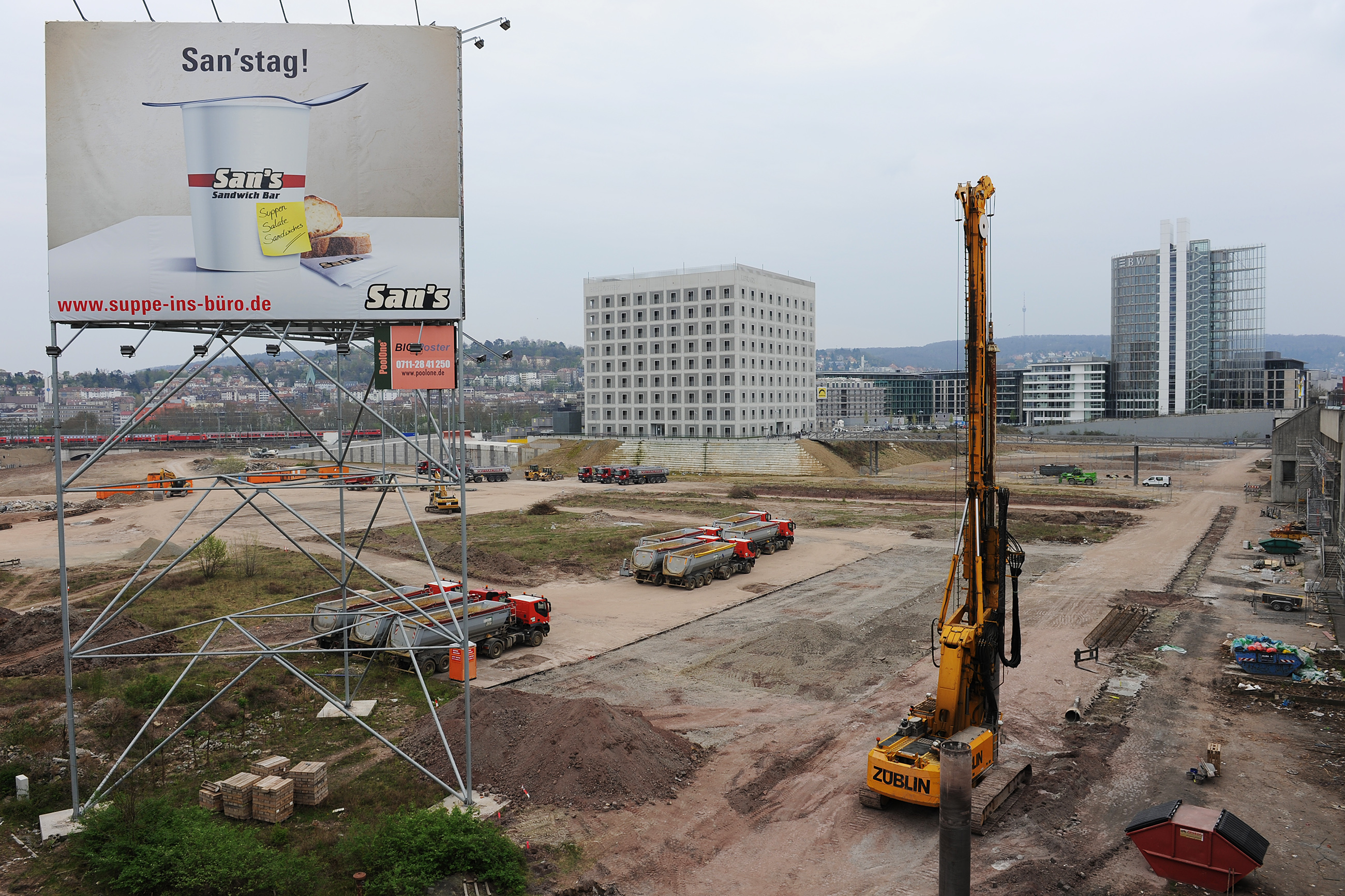
Bauzustand Europaviertel 2013

## Kritik
Andreas Hofer, Intendant der Internationalen Bauausstellung 2027, sieht im Europaviertel „städtebauliche Defizite“. So fehle dem LBBW-Gebäude der öffentliche Bezug und könne daher kein Eingang sein. Auch stimmten Maßstäbe nicht, Flächen wie der Pariser Platz seien „viel zu groß“. Es gebe ferner unter den Bewohnern keine soziale Durchmischung; die Stadt habe versäumt, sich Flächen für den „ganz normalen Wohnungsbau“ zu sichern. Das Quartier habe „etwas Künstliches“.
Auch die mangelnde Begrünung wurde kritisiert. Die Hangneigung Richtung Süden und eine Mischung aus Glas und Beton sorge nicht für Abkühlung an heißen Sommertagen, die durch den Klimawandel immer häufiger auftreten. Eine geplante Fassadenbegrünung des Turm am Mailänder Platz wurde kurzfristig verworfen, mit Verweis auf die Machbarkeit. Auch im Abstimmungsportal zum Stuttgarter Bürgerhaushalt wurde 2023 eine Begrünung des Europaviertels gewünscht. Weitere Baumpflanzungen auf dem Mailänder Platz wurden zuvor zurückgewiesen mit Verweis auf das Urheberrecht des Architekten. Die Stadtverwaltung stellte klar, dass „weitere Baumpflanzungen [...] auf dem Mailänder Platz nicht möglich [seien], da die Wagenladungsstraße mit sehr geringer Überdeckung darunter durchführ[e].“

## Trivia
Bei der Eröffnung der Stadtbahn-Haltestelle Budapester Platz im Dezember 2017 wurde eine Stadtbahn des Typs DT8 auf den Namen Europaviertel getauft.